# Bouvancourt
Bouvancourt est une commune française située dans le département de la Marne en région Grand Est.

## Géographie

### Localisation
Bouvancourt se trouve dans le nord-ouest du département de la Marne, en région Grand Est, à la limite avec le département de l'Aisne et de la région Hauts-de-France. Elle appartient à la région agricole du Tardenois.
La commune s'étend sur une superficie de 1 291 hectares. Sur son territoire, l'altitude varie de 85 à 216 mètres. Le village de Bouvancourt, le hameau de Vaux Varennes et — plus en hauteur — le hameau de Luternay se trouvent dans une vallée formée par le ruisseau de Bouvancourt (ou ruisseau du Moulin). Le village de Bouvancourt est dominé par la Montagne de Guyencourt (204 mètres). Le hameau de Châlons-le-Vergeur, au nord-est, se trouve dans une vallée distincte, celle du Bouffignereux, surplombée par les bois de Chalmet et du Belhaut au nord. C'est à l'est, au lieu-dit de Bllevue, que l'altitude est la plus élevée.
Par la route, Bouvancourt se situe à 72 km de Châlons-en-Champagne, préfecture du département, à 20 km de Reims, sous-préfecture, et à 13 km de Fismes, bureau centralisateur du canton de Fismes-Montagne de Reims dont dépend Bouvancourt depuis 2015. La commune fait en outre partie du bassin de vie de Reims.
Bouvancourt est limitrophe de 8 communes :
| Guyencourt         | Bouffignereux | Cormicy                            |
| Ventelay           | Bouvancourt   | Cauroy-lès-Hermonville Hermonville |
| Montigny-sur-Vesle | Pévy          |                                    |

### Hydrographie

#### Réseau hydrographique
La commune est dans la région hydrographique « la Seine du confluent de l'Oise (inclus) à l'embouchure » au sein du bassin Seine-Normandie. Elle est drainée par le ruisseau du Moulin, le Bouffignereux, le Fond des Vaux, le cours d'eau 01 du Bois du Belhaut et le ruisseau de Bouvancourt,.
Le ruisseau du Moulin, d'une longueur de 10 km, prend sa source dans la commune  et se jette  dans la Vesle à Montigny-sur-Vesle, après avoir traversé quatre communes. 

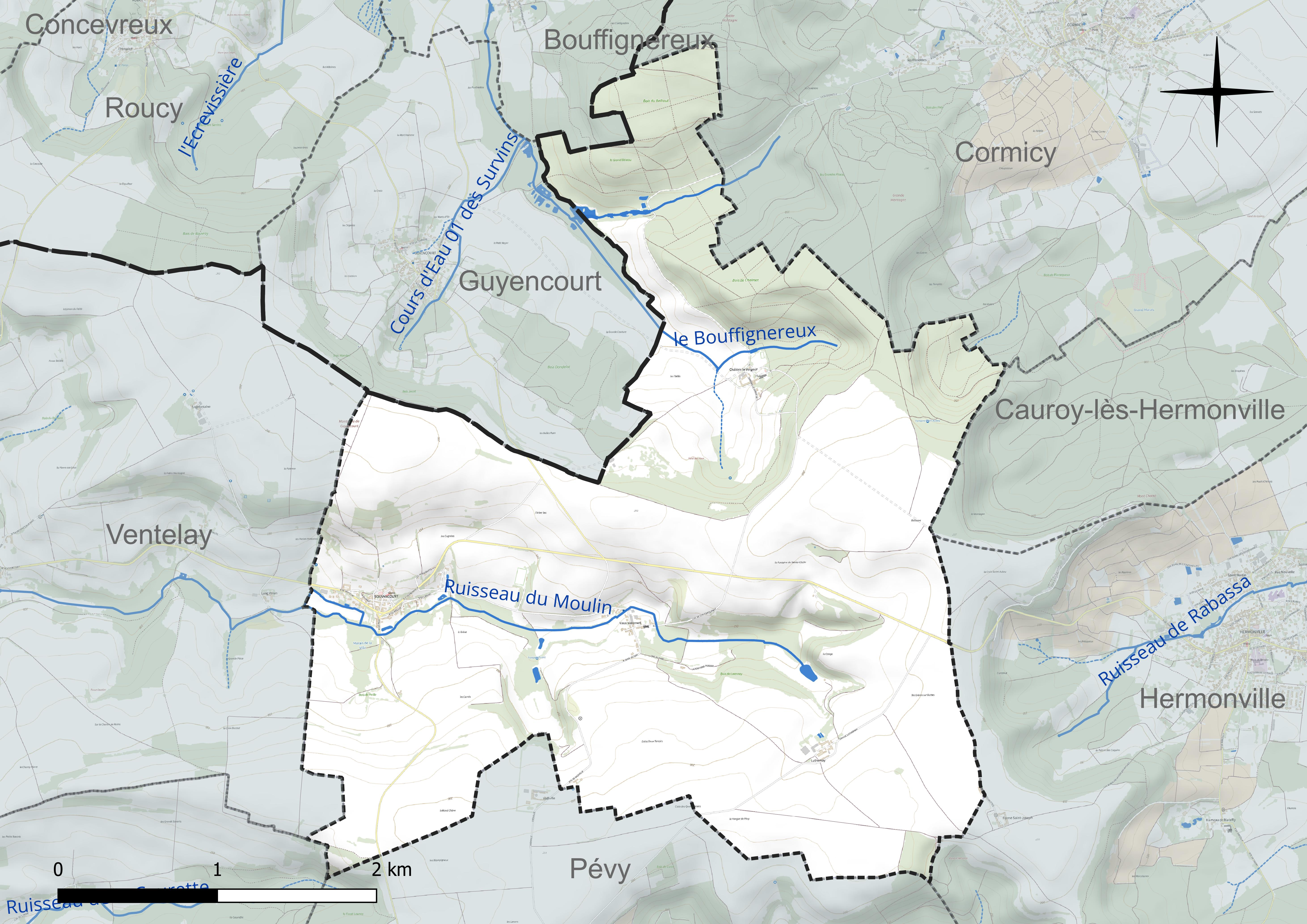
Réseau hydrographique de Bouvancourt.

#### Gestion et qualité des eaux
Le territoire communal est couvert par le schéma d'aménagement et de gestion des eaux (SAGE) « Aisne Vesle Suippe ». Ce document de planification, dont le territoire s’étend sur 3 096 km2 répartis sur trois départements (Aisne, Marne et Ardennes) et deux régions (Champagne-Ardenne et Picardie), a été approuvé le 16 décembre 2013. La structure porteuse de l'élaboration et de la mise en œuvre est le Syndicat d’aménagement des bassins Aisne Vesle Suippe (SIABAVES). 
La qualité des cours d’eau peut être consultée sur un site dédié géré par les agences de l’eau et l’Agence française pour la biodiversité. 

### Climat
Pour des articles plus généraux, voir Climat du Grand Est et Climat de la Marne.
En 2010, le climat de la commune est de type climat océanique dégradé des plaines du Centre et du Nord, selon une étude du Centre national de la recherche scientifique s'appuyant sur une série de données couvrant la période 1971-2000. En 2020, Météo-France publie une typologie des climats de la France métropolitaine dans laquelle la commune est exposée à un climat océanique altéré et est dans la région climatique  Nord-est du bassin Parisien, caractérisée par un ensoleillement médiocre, une pluviométrie moyenne régulièrement répartie au cours de l’année et un hiver froid (3 °C). 
Pour la période 1971-2000, la température annuelle moyenne est de 10,1 °C, avec une amplitude thermique annuelle de 15,1 °C. Le cumul annuel moyen de précipitations est de 727 mm, avec 12,6 jours de précipitations en janvier et 8,2 jours en juillet. Pour la période 1991-2020, la température moyenne annuelle observée sur la station météorologique de Météo-France la plus proche, « Chambrecy-Civc », sur la commune de Chambrecy à 17 km à vol d'oiseau, est de 10,7 °C et le cumul annuel moyen de précipitations est de 734,0 mm. 
La température maximale relevée sur cette station est de 40,3 °C, atteinte le 25 juillet 2019 ; la température minimale est de −22,1 °C, atteinte le 17 janvier 1985,,. 
Les paramètres climatiques de la commune ont été estimés pour le milieu du siècle (2041-2070) selon différents scénarios d'émission de gaz à effet de serre à partir des nouvelles projections climatiques de référence DRIAS-2020. Ils sont consultables sur un site dédié publié par Météo-France en novembre 2022.

## Urbanisme

### Typologie
Au 1er janvier 2024, Bouvancourt est catégorisée commune rurale à habitat dispersé, selon la nouvelle grille communale de densité à sept niveaux définie par l'Insee en 2022.
Elle est située hors unité urbaine. Par ailleurs la commune fait partie de l'aire d'attraction de Reims, dont elle est une commune de la couronne,. Cette aire, qui regroupe 294 communes, est catégorisée dans les aires de 200 000 à moins de 700 000 habitants,.

### Occupation des sols
L'occupation des sols de la commune, telle qu'elle ressort de la base de données européenne d’occupation biophysique des sols Corine Land Cover (CLC), est marquée par l'importance des territoires agricoles (79,6 % en 2018), une proportion sensiblement équivalente à celle de 1990 (80,2 %). La répartition détaillée en 2018 est la suivante : 
terres arables (66,2 %), forêts (20,4 %), zones agricoles hétérogènes (13,4 %). L'évolution de l’occupation des sols de la commune et de ses infrastructures peut être observée sur les différentes représentations cartographiques du territoire : la carte de Cassini (XVIIIe siècle), la carte d'état-major (1820-1866) et les cartes ou photos aériennes de l'IGN pour la période actuelle (1950 à aujourd'hui).

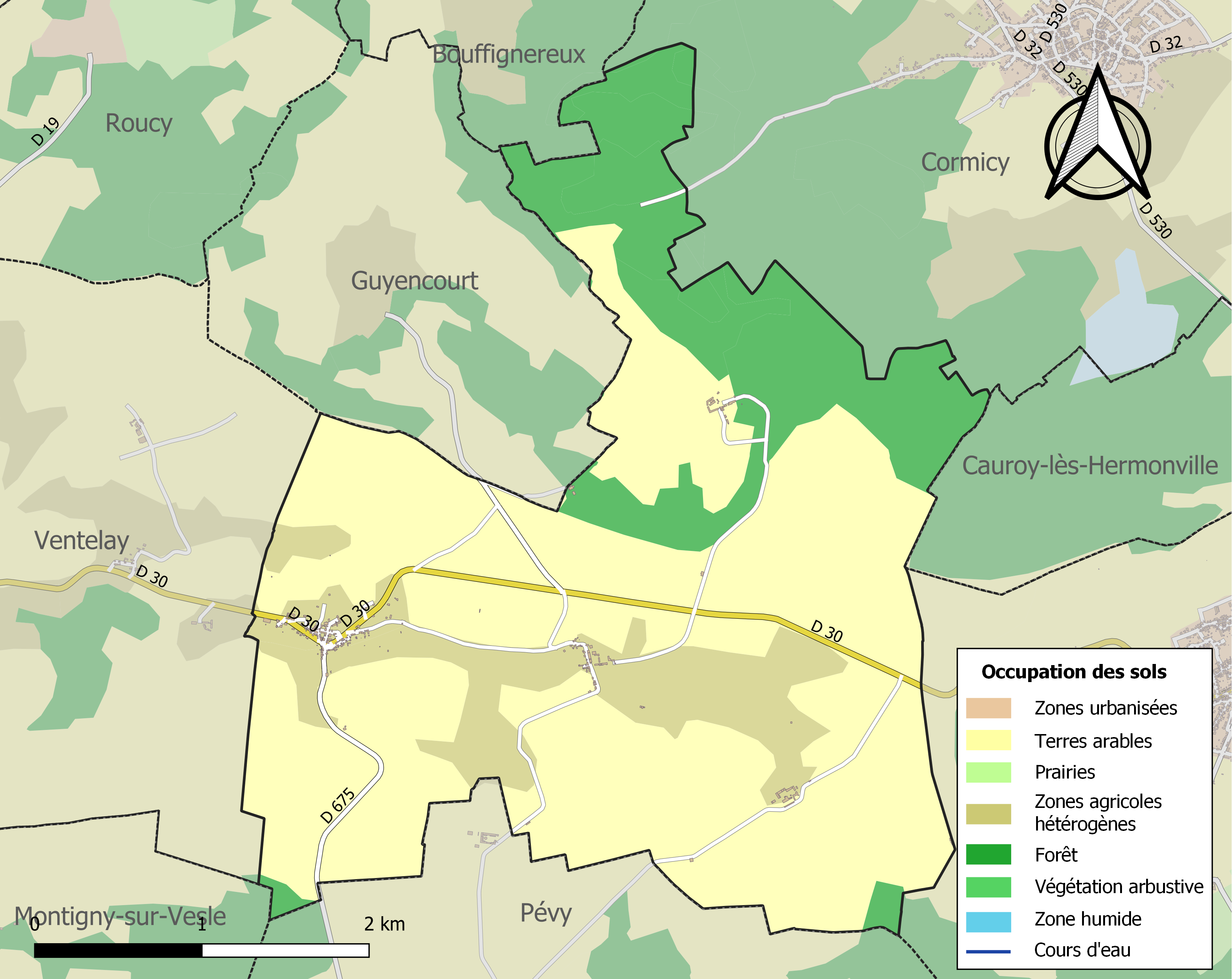
Carte des infrastructures et de l'occupation des sols de la commune en 2018 (CLC).

### Hameaux et écarts
Outre le village de Bouvancourt, la commune compte trois hameaux :
- Vaux Varennes, le plus gros, en direction d'Hermonville,
- Châlons-le-Vergeur, ancien prieuré de l'ordre de Malte[21],
- Luthernay, ancien fief.

Dans le bois entre Hermonville, Cormicy et Bouvancourt existait par ailleurs autrefois[Quand ?] le hameau de Saint-Aubeuf, où une fête champêtre se déroulait le lundi de Pâques. Aujourd'hui disparu, le site reste matérialisé que par une croix de fer, une fontaine et un petit bassin. Il est traversé par la via Francigena, chemin de pèlerinage reliant Cantorbéry à Rome.

## Toponymie
Bouvancourt est attestée sous les formes Boviniaci curtis en 870 puis Bovonis curte avant 966. Ce nom vient du latin bovis (« bovin »), à l'origine du patronyme germanique Buvinus avec le suffixe –iaca, qui servait à former des noms de lieux à l'époque mérovingienne et a disparu dès le Xe siècle, et cortem (« domaine, ferme »). Il peut être traduit par « le domaine de Beuve », qui montre le lieu de vie d'un grand propriétaire.
Par la suite, on trouve la forme Bovencort en 1220, Bouvencort en 1237 et Bouvencourt entre 1303 et 1312. La forme actuelle Bouvancourt est ensuite observée en 1328.

## Histoire

### Moyen Âge
L'existence de Bouvancourt remonte à l'époque des Francs. Le lieu est mentionné dans les Annales de Flodoard en 937, où il rapporte qu'un prêtre a été enlevé par les Hongrois. Le chevalier Baudoin de Bouvancourt est ensuite mentionné dans le cartulaire B du chapitre de Reims.
Au cours du XIIIe siècle, la seigneurie de Bouvancourt est peu à peu cédée à l'hôtel-Dieu de Reims. Jean II de Pierrepont, comte de Roucy, vend ses cens et la vicomté pour 300 livres tournois en janvier 1226 puis Thierry de Chaudardes fait de même en février 1237. Il vend sa part de la vicomté pour 125 livres parisis. L'abbaye de Saint-Denis cède enfin ses droits de justice et ses cens en 1288. La seigneurie de l'hôtel-Dieu n'inclue toutefois à l'époque que Bouvancourt même.
Le hameau de Luthernay est au XIIIe siècle un village à part entière, avec son église ou sa chapelle et son propre maire. Dès le début du XIIe siècle, il s'agit principalement d'une seigneurerie de l'abbaye de Saint-Thierry, autorité confirmée par le pape Honorius II le 10 février 1126. Le comte de Roucy Hugues Cholet lui abandonne ses droits en 1159-1160 et le chevalier Ebles de Prouilly lui vend la vicomté en février 1226. Enfin, l'abbaye de Saint-Thierry devient seul seigneur de Luthernay lorsque l'hôtel-Dieu de Reims lui cède ses quelques possessions en novembre 1284, en échange des droits de l'abbaye de Cauroy-lès-Hermonville.
Au XIIIe siècle, Vaux Varennes est également une seigneurie particulière. On trouve trace de Fourquaud de Vaux en janvier 1238 puis de Guyard, nommé écuyer de Vaux en 1269-1270 et enfin de Lionnet du Sart, seigneur de Vaux, dans une condamnation du 25 juin 1456.
Au XIVe siècle, Bouvancourt est administré par un maire et trois échevins. Le maire est certainement nommé par la seigneurie, mais les échevins sont peut-être nommés par la communauté car l'hôtel-Dieu ne revendique pas le droit de les nommer contrairement à d'autres villages. Les habitants se réunissent par ailleurs à plusieurs reprises en assemblée générale pour imposer des tailles et établir des procureurs. La seigneurie les poursuit pour cela et il est convenu le 20 mai 1345 qu'ils doivent désormais demander la permission de former des assemblées.
Un pressoir se trouve rue de l'Église, mais il est détruit en 1472. À cette date, du fait des guerres et de l'importante mortalité, le four banal et de nombreux bâtiments sont également en ruine. Le village est presque entièrement dépeuplé et la plupart des terres sont inoccupées. On ne compte plus que quelques labours, plus aucun vignoble et certaines vignes sont ensemencées en blé.

### Époque contemporaine

#### Première Guerre mondiale

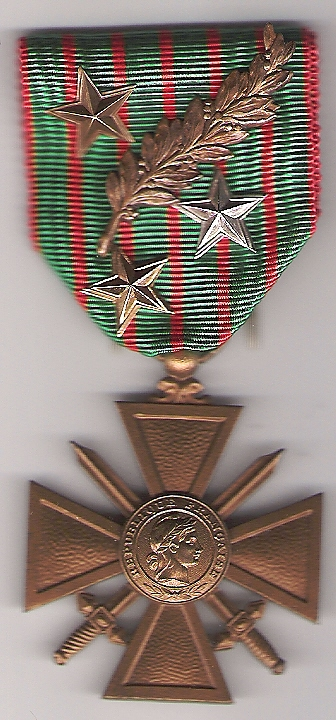
La croix de guerre 1914-1918 de laquelle a été décorée le village

Pendant la Première Guerre mondiale, la commune a servi de cantonnement pour les troupes françaises. Elle a également servi de lieu de stockage de munitions, notamment d'obus de gros calibre, afin d'alimenter des pièces d'artillerie de 320 et de 240 situées sur les hauteurs. Elles furent notamment utilisées dans le cadre de la bataille du Chemin des Dames.
Une ambulance a par ailleurs soigné les blessés pendant une partie de la guerre et le village a été bombardé par l'armée allemande plusieurs fois durant le conflit,,
Le village a été décoré de la croix de guerre 1914-1918 le 30 mai 1921.

## Politique et administration

### Rattachements administratifs et électoraux
La commune se trouve dans l'arrondissement de Reims du département de la Marne. Pour l'élection des députés, elle fait partie depuis 1988 de la deuxième circonscription de la Marne.
Elle faisait partie depuis 1801 du canton de Fismes. Dans le cadre du redécoupage cantonal de 2014 en France, la commune est désormais intégrée au canton de Fismes-Montagne de Reims.

### Intercommunalité
La commune, antérieurement membre de la communauté de communes Ardre et Vesle, a intégré le 1er janvier 2014, de la communauté de communes Fismes Ardre et Vesle.
En effet, conformément au schéma départemental de coopération intercommunale de la Marne du 15 décembre 2011, les anciennes communautés de communes CC des Deux Vallées du Canton de Fismes (9 communes) et CC Ardre et Vesle (11 communes) ont fusionné par arrêté préfectoral du 23 mai 2013, afin de former à compter du 1er janvier 2014 la nouvelle communauté de communes Fismes Ardre et Vesle.
Toutefois, le schéma départemental de coopération intercommunale du 30 mars 2016 a prévu la regroupement de cette intercommunalité avec d'autres afin de constituer une communauté urbaine centrée sur Reims et regroupant 144 communes et un e population de 298 046 habitants.
C'est ainsi qu'est créé le 1er janvier 2017 la communauté urbaine du Grand Reims, dont la commune est désormais membre.

### Liste des maires
| Période                                  | Période  | Identité                        | Étiquette              | Qualité |
| ---------------------------------------- | -------- | ------------------------------- | ---------------------- | --- |
| Les données manquantes sont à compléter. |          |                                 |                        | |
| 1871                                     | 1880     | Victor Forquenot de La Fortelle |                        | Ingénieur des chemins de fer |
| Les données manquantes sont à compléter. |          |                                 |                        | |
| 1910                                     | 1944     | Jean Jacquy                     | Républicains de gauche | Agriculteur Conseiller général de Fismes (1920-1940) Député de la Marne (1924-1928) Sénateur de la Marne (1933-1941) Président du conseil départemental de la Marne (1943-1945) |
| Les données manquantes sont à compléter. |          |                                 |                        | |
| 1977                                     | Mai 2020 | André Hubert                    |                        | |
| Mai 2020                                 | En cours | Arnaud Ninin                    |                        | |

## Population et société

### Démographie
L'évolution du nombre d'habitants est connue à travers les recensements de la population effectués dans la commune depuis 1793. Pour les communes de moins de 10 000 habitants, une enquête de recensement portant sur toute la population est réalisée tous les cinq ans, les populations de référence des années intermédiaires étant quant à elles estimées par interpolation ou extrapolation. Pour la commune, le premier recensement exhaustif entrant dans le cadre du nouveau dispositif a été réalisé en 2005.

En 2022, la commune comptait 175 habitants, en évolution de −9,79 % par rapport à 2016 (Marne : −1,19 %, France hors Mayotte : +2,11 %).
| 1793 | 1800 | 1806 | 1821 | 1831 | 1836 | 1841 | 1846 | 1851 |
| ---- | ---- | ---- | ---- | ---- | ---- | ---- | ---- | ---- |
| 330  | 345  | 341  | 281  | 314  | 312  | 314  | 284  | 278  |

| 1856 | 1861 | 1866 | 1872 | 1876 | 1881 | 1886 | 1891 | 1896 |
| ---- | ---- | ---- | ---- | ---- | ---- | ---- | ---- | ---- |
| 263  | 299  | 286  | 244  | 244  | 220  | 248  | 221  | 237  |

| 1901 | 1906 | 1911 | 1921 | 1926 | 1931 | 1936 | 1946 | 1954 |
| ---- | ---- | ---- | ---- | ---- | ---- | ---- | ---- | ---- |
| 216  | 235  | 231  | 213  | 216  | 222  | 216  | 265  | 202  |

| 1962 | 1968 | 1975 | 1982 | 1990 | 1999 | 2005 | 2006 | 2010 |
| ---- | ---- | ---- | ---- | ---- | ---- | ---- | ---- | ---- |
| 194  | 188  | 172  | 166  | 155  | 157  | 163  | 161  | 198  |

| 2015 | 2020 | 2022 | - | - | - | - | - | - |
| ---- | ---- | ---- | - | - | - | - | - | - |
| 197  | 176  | 175  | - | - | - | - | - | - |

### Enseignement
Pour les écoles maternelle et élémentaire, la commune dépend du pôle scolaire du village de Courlandon, qui accueille également les enfants des communes de Baslieux-lès-Fismes, Breuil-sur-Vesle, Hourges, Magneux, Romain et Unchair.

## Culture locale et patrimoine

### Lieux et monuments

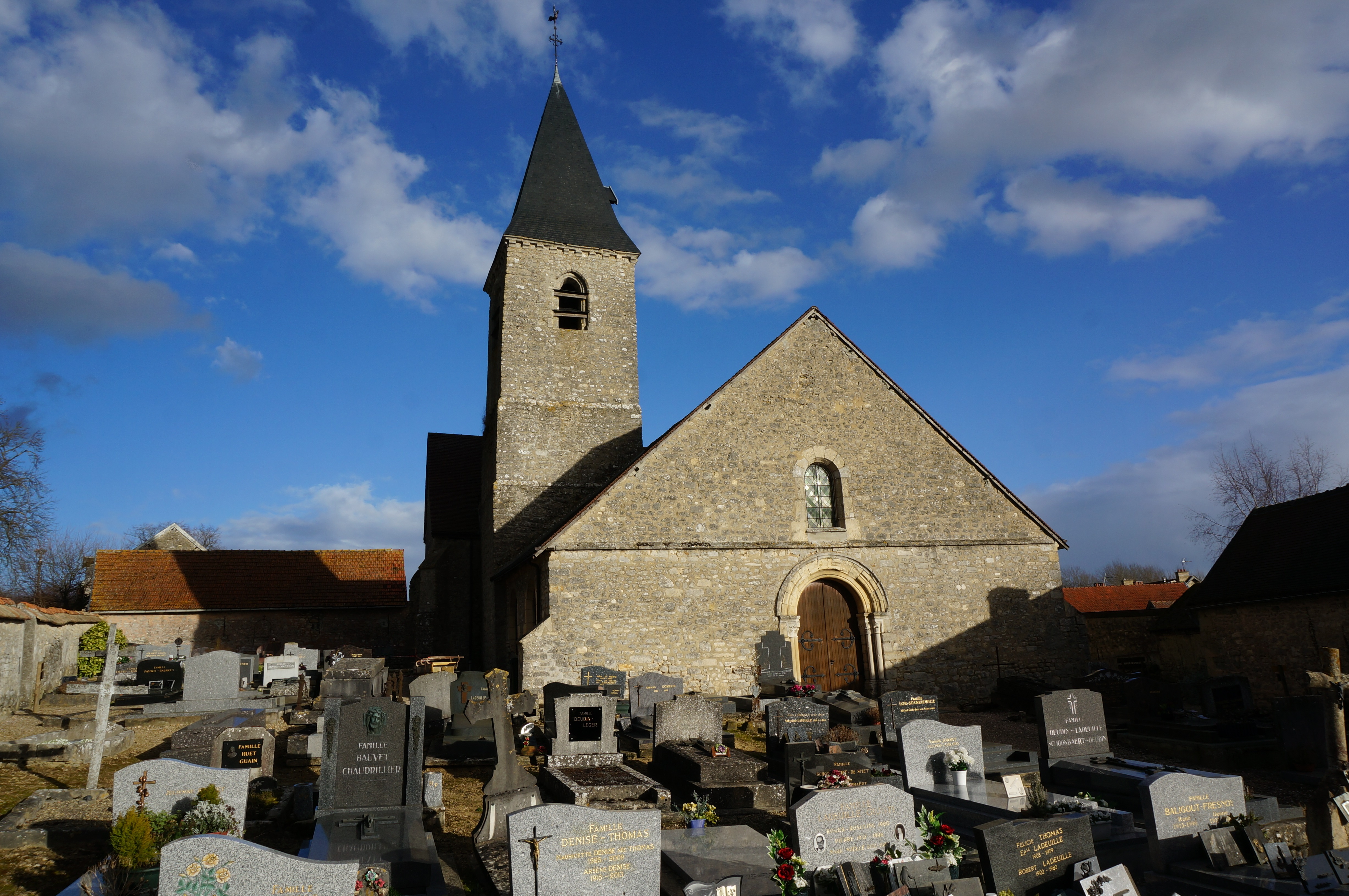
Église Saint-Fiacre et le cimetière.

- Église paroissiale Saint-Fiacre de Bouvancourt, comprenant des parties du XIIIe siècle, et un clocher des XIe et XIIIe siècles. Après la Première Guerre mondiale, le bas-côté nord est entièrement refait, ainsi que le bras sud du transept, dont la baie à remplage a été détruite par un obus en 1918[41].
- Prieuré, au hameau de Châlons-le-Vergeur, ancien prieuré de l’ordre de Malte[42].
- Château de Châlons-le-Vergeur et sa chapelle
- Château de Vaux Varennes, construit à l'emplacement d'une ancienne forteresse médiévale
- Lavoir au hameau de Vaux Varennes, attenante au château mais visible sans obstacle de l'extérieur[43].

### Personnalités liées à la commune
- Victor Forquenot de La Fortelle (1817-1895), Ingénieur des Arts et Manufactures, ingénieur en chef à la Compagnie du chemin de fer de Paris à Orléans (PO), maire de Bouvancourt.

- Philippe Reynier (1898-1918), tué à Châlons-le-Vergeur, est l'un des 560 écrivains morts pour la France inscrits au Panthéon.